# ته‌جو، پادشاه گوریو
پادشاه ته‌جو (کره‌ای: 태조왕; هانجا: 太祖، سلطنت: ۹۱۸~۹۴۳ میلادی)؛ با زادنام وانگ گون (کره‌ای: 왕건; هانجا: 王建)، همچنین با عنوان ته‌جو وانگ گون (کره‌ای: 태조 왕거، جد بزرگ وانگ گون)، بنیانگذار پادشاهی گوریو بود. او درسال ۹۳۶ میلادی با تصرف بکجه جدید و شیلا به اتحاد سه پادشاهی پایانی دست یافت.

## اصل و نسب
اجداد پدری‌اش، از قبایل گوگوریو بودند که بعد از سقوط گوگوریو به تانگ رفتند و بعداً به شیلا مهاجرت کردند. این پیوند، ابزار قدرتمندی برای جلب حمایت مردمی بود که آرزوی بازگشت شکوه گوگوریو پس از فروپاشی شیلا را داشتند. وانگ گون، خود را وارث مشروع گوگوریو معرفی کرد.
پدربزرگش (وانگ‌یونگ)، فرماندار سونگجو (گائوسونگ امروزی) در شیلا بود، پدرش وانگ ریونگ، تاجر دریایی ثروتمندی بود که با خانم غیر اشرافی از قبیله هان ازدواج کرد.
نام «گوریو»، اشاره‌ای آشکار به گوگوریو است. وانگ گون، با جذب بازماندگان گوگوریو و ادعا بر سرزمین‌های سابق آن، موقعیت خود را به عنوان احیاگر گوگوریو تثبیت کرد.

## میراث
اتحاد سه پادشاهی بعدی در سال ۹۳۶ در تاریخ کره بسیار مهم بود. اتحاد سال ۶۶۸ پس از میلاد توسط سیلا تنها اتحاد تقریباً نیمی از مردم شبه جزیره کره و مجاورت آن بود (که در آن زمان عمدتاً خود را یک قوم تقسیم شده بین بسیاری از ایالت‌ها می‌دانستند)، زیرا بخش شمالی توسط بالهائه اداره می‌شد. خود را به عنوان تناسخ گوگوریو مطرح کرد. با این حال، اتحاد وانگ گان در سال ۹۳۶ یک اتحاد کاملتر بود (که در آن تنها یک دولت واحد در میان مردم پدید آمد، برخلاف قرن هفتم، زمانی که دو کشور، یکپارچه سیلا و بالهای پدید آمدند). مردم شبه جزیره کره پس از آن تا سال ۱۹۴۸ تحت یک دولت واحد و متحد باقی ماندند، زمانی که کره توسط شوروی و نیروهای ایالات متحده به شمال و جنوب تقسیم شد.
نام مدرن دو کشور کره شمالی و کره جنوبی از نام «گوریو» گرفته شده است، که خود از «گوگوریو» گرفته شده است، که میراث آن (و به‌طور گسترده، قلمرو) وانگ کون و پادشاهی جدیدش ادعا می‌کردند. بسیاری از کره‌ای‌های امروزی به‌عنوان اولین حاکمی که مردم شبه‌جزیره کره را به‌طور کامل‌تر تحت یک دولت واحد متحد می‌کند، برای کاربرد در وضعیت کنونی تقسیم در شبه‌جزیره کره به مثال او نگاه می‌کنند.
در دوران اولیه سلسله گوریو، عنوان تائجو (هانجا: 太子) تنها یک عنوان همتا برای پسران پادشاه بود. عنوان جداگانه ای برای وارث ظاهری به نام جئونگیون (هانجا: 正尹) وجود داشت.

## خانواده
- پدر: سجو
- مادر: وینسوک
- همسرها و فرزندان:

1. ملکه سین هیه
2. ملکه جانگ هوا
  1. پادشاه هیه جونگ
3. ملکه سینمیونگ سونسونگ
  1. شاهزاده تائه جا
  2. پادشاه جونگ جونگ اول
  3. پادشاه گوانگ جونگ
  4. شاهزاده مونوون
4. سینجونگ
5. سینسونگ
6. جوندوک
7. جونگ موک
8. دانگ یانگ وون
9. سوک موک
10. چونان بووون
11. هونگ بوکوون
12. هودائل یانگ وون
13. دائه میونگ جو وون
14. گوانگ جو وون
15. سوگ وانگ جوو وون
16. دانگ سانوون
17. یهوا
18. دائه سو وون
19. سو سو وون
20. سو جون وون
21. سین جو وون
22. وول هوا وون